# Şoghād
Şoghād (persiska: صغاد) är en ort i Iran.   Den ligger i provinsen Fars, i den centrala delen av landet, 500 km söder om huvudstaden Teheran. Şoghād ligger 2 126 meter över havet och antalet invånare är 11 065.
Terrängen runt Şoghād är platt åt nordost, men åt sydväst är den kuperad.Runt Şoghād är det ganska glesbefolkat, med 25 invånare per kvadratkilometer. Närmaste större samhälle är Ābādeh, 13,2 km öster om Şoghād. Omgivningarna runt Şoghād är i huvudsak ett öppet busklandskap.